# خدمة حقوق الإنسان
خدمة حقوق الإنسان (HRS) هي منظمة نرويجية تأسست عام 2001. تصف المنظمة نفسها (منذ عام 2007) بأنها «خلية تفكير مستقلة ومحايدة تعمل في موضوعات ترتبط بدولة النرويج الجديدة وفي أوروبا متعددة الأعراق ومتعددة الأديان». وتهدف المنظمة من خلال نشر المعلومات إلى المساهمة في إحداث تكامل أفضل للمهاجرين والحد من انتهاكات حقوق الإنسان الأساسية. المدير العام للمنظمة هي ريتا كارلسن ورئيس قسم المعلومات هو الصحفي والمعلق هيج ستورهاوج. وفي عام 2009، انضم إلى المنظمة أيضًا بروس باور «للمساهمة وكتابة المقالات» «وترجمة المقالات الرئيسية عن منظمة خدمة حقوق الإنسان إلى اللغة الإنجليزية» وليقوم بـ «تلخيص وتحرير وترجمة الأعمدة التي يكتبها المعلقون الدوليون من عدد من اللغات إلى اللغة الإنجليزية والنرويجية».
تحصل المنظمة، التي شهدت بعض الجدل، منذ عام 2002 على تمويل عام، بدأ هذا الجدل بمطالبات من حزب التقدم عندما دعمت المنظمة حكومة شيل ماغنه بونديفيك الثانية. ولقد نشأ الجدل نتيجة الانتقادات التي وجهتها الكاتبة الصومالية النرويجية أمل عدن عام 2009 حيث كانت موظفة سابقة في المنظمة، فلقد انتقدت أساليب العمل المزعومة في المنظمة. ولقد كانت مديرية التكامل والتنوع تفكر ما بين عامي 2009 و2010 في إجبار المنظمة على إعادة جميع التمويلات التي حصلت عليها منذ نشأتها، ولكن اتخذت المديرية قرارًا مخالفًا في نهاية المطاف.

## وصلات خارجية
- الموقع الرسمي